# حاجبية دبورية تركية
الحاجبية الدبورية التركية (الاسم العلمي: Ophrys sphegodes subsp. taurica) وكذلك الحاجبية القوقازية (الاسم العلمي: Ophrys caucasica) هو نويع من السحلبية موطنه الأصلي جنوب شرق أوروبا عبر القوقاز إلى إيران. وقد سجل باسم الحاجبية القوقازية (Ophrys caucasica) في العديد من المناطق في جميع أنحاء أرمينيا وأذربيجان وجورجيا وروسيا.
توجد هذه النبتة في ألبانيا وبلغاريا وشرق تراقيا واليونان وشبه جزيرة القرم ورومانيا ويوغوسلافيا السابقة. وفي غرب آسيا، توجد في جزيرة كريت وقبرص وجزر بحر إيجة الشرقي وإيران والعراق ولبنان وسوريا ومنطقة فلسطين وتركيا. كما أنها موطنها الأصلي شمال القوقاز وجنوب القوقاز.

## الاسماء المحلية
- بالأرمنية: Սարդակիր Մեղվակիր، نقحرة: سارداكير مخواكير (وتعني حامل العنكبوت حامل النحل)
- بالأذرية: xarı-bülbül، نقحرة: خاري بلبل،
- بالجورجية: ფუტკრის-დედა، نقحرة: بوتكريس ديدا (وتعني ملكة النحل).